# Ulrike syriaca
Ulrike syriaca là một loài côn trùng trong họ Raphidiidae thuộc bộ Raphidioptera. Loài này được Steinmann miêu tả năm 1964.